# 天链系列中继卫星
天链系列中继卫星是中华人民共和国的数据中继卫星，由中国空间技术研究院研制，卫星工作于地球靜止軌道，主要用于数据中继和航天测控。该系列目前有两代共十颗卫星，第一颗卫星于2008年发射。

## 研制背景
长期以来，中国的航天测控完全依靠陆基的地面测控站和海基的远望号航天测量船，对于低轨航天器的测控覆盖范围有限。20世纪70年代，中国在对载人航天展开预先研究的同时提出了研制中继卫星的设想，同时也跟踪关注美国的TDRSS系统。随着中国载人航天工程立项和传输型遥感卫星的发展，“九五”期间中国开始了对数据中继卫星的预研工作并取得了一定成果。2003年1月，天链一号中继卫星系统工程正式立项。

## 应用范围
第一代天链中继卫星主要有以下用途
- 为神舟飞船及后续载人航天器提供数据中继和测控服务。完成了包括从神舟七号到天宫一号各项任务的数据中继、测控和跟踪任务。
- 为中低轨道资源卫星提供高、中、低速数据中继服务。尤其是为多种对地观测卫星提供数据中继服务，增加了轨道覆盖率和信息实时性。
- 为中低轨道航天器提供测控服务。对装有小型用户终端的卫星实现近100%轨道段的测控，提高了卫星运营的可靠性。
- 为航天发射提供测控支持。由于火箭在发射高轨道卫星时会产生一定盲区，利用中继卫星可获得火箭全飞行弧段遥测数据。并且缩短了发射任务的准备周期，减少对航天测量船和海外测控站的使用。
- 为特殊用途的飞机和其它飞行器等非航天用户提供测控和高速率中继服务。
- 地面应急和特殊通信中继服务。

## 型号

### 天链一号
天链一号是中国第一代数据中继卫星，2003年立项研制，王家胜担任工程总指挥兼总设计师，卫星采用东方红三号平台，设计寿命6年。天链一号01星于2008年4月25日由长征三号丙火箭成功发射并顺利定点，该卫星的发射使中国对中低轨道航天器的测控覆盖率从12%提升到50%左右，并成功完成了神舟七号的数据中继任务。02星与03星则分别于2011年7月11日和2012年7月25日发射，三颗卫星联网构成了中国第一代中继卫星系统，该系统对中低轨道航天器实现了近100%全范围测控，使得中国成为世界上第二个拥有全球覆盖能力中继卫星系统的国家。04星于2016年11月22日成功发射，用于接替到寿的01星。05星于2021年7月6日在西昌卫星发射中心用长征三号丙运载火箭成功发射，这是中国第一代数据中继卫星的最后一次发射。

### 天链二号
天链二号是中国第二代数据中继卫星，与天链一号系统互相兼容，卫星采用东方红四号平台，设计寿命12年，01星已于2019年3月31日由长征三号乙火箭成功发射。02星已于2021年12月14日由长征三号乙运载火箭成功发射，02星是中国第二代数据中继卫星系统的首颗装备星。2022年7月13日凌晨，天链二号03星成功发射，同时中国第二代地球同步轨道数据中继卫星系统正式建成。

## 卫星列表
| 序号 | 卫星         | COSPAR ID | 衛星目錄序號 | 发射时间（UTC+8）               | 发射地点         | 火箭                            | 轨道         | 状态   |
| ---- | ------------ | --------- | ------------ | ------------------------------- | ---------------- | ------------------------------- | ------------ | ------ |
| 1    | 天链一号01星 | 2008-019A | 32779        | 2008年4月25日 23时35分07.852秒  | 西昌卫星发射中心 | 长征三号丙运载火箭 （遥一）     | 地球同步轨道 | 已退役 |
| 2    | 天链一号02星 | 2011-032A | 37737        | 2011年7月11日 23时41分03.700秒  | 西昌卫星发射中心 | 长征三号丙运载火箭 （遥八）     | 地球同步轨道 | 已退役 |
| 3    | 天链一号03星 | 2012-040A | 38730        | 2012年7月25日 23时43分03.769秒  | 西昌卫星发射中心 | 长征三号丙运载火箭 （遥九）     | 地球同步轨道 | 已退役 |
| 4    | 天链一号04星 | 2016-072A | 41869        | 2016年11月22日 23时24分04.194秒 | 西昌卫星发射中心 | 长征三号丙运载火箭 （遥十三）   | 地球同步轨道 | 运行中 |
| 5    | 天链二号01星 | 2019-017A | 44076        | 2019年3月31日 23时51分          | 西昌卫星发射中心 | 长征三号乙运载火箭 （遥四十四） | 地球同步轨道 | 运行中 |
| 6    | 天链一号05星 | 2021-063A | 49011        | 2021年7月6日 23时53分           | 西昌卫星发射中心 | 长征三号丙运载火箭 （遥十八）   | 地球同步轨道 | 运行中 |
| 7    | 天链二号02星 | 2021-124A | 50005        | 2021年12月14日 00时09分         | 西昌卫星发射中心 | 长征三号乙运载火箭 （遥八十二） | 地球同步轨道 | 运行中 |
| 8    | 天链二号03星 | 2022-078A | 53100        | 2022年7月13日 0时30分           | 西昌卫星发射中心 | 长征三号乙运载火箭 （遥八十五） | 地球同步轨道 | 运行中 |
| 9    | 天链二号04星 | 2025-062A | 63361        | 2025年3月26日 23时55分          | 西昌卫星发射中心 | 长征三号乙运载火箭              | 地球同步轨道 | 运行中 |
| 10   | 天链二号05星 | 2025-084A | 63662        | 2025年4月27日 23时54分          | 西昌卫星发射中心 | 长征三号乙运载火箭              | 地球同步轨道 | 运行中 |

## 类似系统
- 跟踪与数据中继卫星系统（英语：Tracking and Data Relay Satellite System）——美国宇航局的中继卫星系统
- 射线系列卫星（英语：Luch (satellite)）——俄罗斯的民用中继卫星